# Klaus Schilde
Klaus Schilde (* 12. September 1926 in Schwarzenberg; † 11. Dezember 2020) war ein deutscher Pianist und Musikpädagoge.

## Leben und Werk
Klaus Schilde studierte am Dresdener Konservatorium bei Heinz Sauer sowie von 1945 bis 1950 an der Staatlichen Hochschule für Musik in Leipzig bei Hugo Steurer. Nach seiner Übersiedlung nach Westdeutschland studierte er bei Walter Gieseking in Saarbrücken, bei Edwin Fischer in Luzern sowie bei Wladimir Horbowski in Stuttgart 1954. Er absolvierte anschließend Meisterkurse für Klavier bei Walter Gieseking in Saarbrücken und bei Edwin Fischer in Luzern. Dann absolvierte er von 1953 bis 1958 Aufbaustudien bei Marguerite Long in Paris.
1951 und 1952 war er Dozent an der Deutschen Hochschule für Musik Hanns Eisler Berlin. Seit 1953 unternahm er ausgedehnte Konzertreisen nach Südamerika, Griechenland, Spanien, Frankreich und England. 1958 wurde er Professor für Klavier an der Nordwestdeutschen Musikakademie in Detmold. Von 1979 bis 1994 wirkte er als Professor für Klavier und von 1988 bis 1991 als Präsident der Hochschule für Musik und Theater in München. Darüber hinaus unterhielt er Lehrtätigkeiten an den Musikhochschulen in Berlin-West, Tokio und Weimar.
Neben seiner Tätigkeit als Hochschulprofessor konzertierte Klaus Schilde ab 1947 als Solist und Kammermusiker weltweit mit renommierten Orchestern. Im selben Jahr erhielt er zusammen mit Carl Orff in Weimar den erstmals ausgelobten Franz-Liszt-Staatspreis. Zahlreiche Rundfunk-, Fernseh- und CD-Aufnahmen dokumentieren sein künstlerisches Wirken.